# Midsland aan Zee
Midsland aan Zee is een nederzetting van recreatiewoningen (bungalows), behorende tot het dorp Midsland op het waddeneiland Terschelling, provincie Friesland (Nederland). 
Midsland aan Zee is vanuit Midsland te bereiken via de Midslander badweg of Heereweg. De oudste recreatiewoningen zijn gebouwd in de periode tussen de Eerste en de Tweede Wereldoorlog. Midsland aan Zee heeft geen permanente bewoning.
Midsland aan Zee is gebouwd in de duinen van Terschelling. Rondom liggen waardevolle natuurgebieden, met vochtige duinvalleien als het Waterplak en het Meisterplak. In de valleien wordt gebroed door onder andere:
- Bruine kiekendief
- Blauwe kiekendief
- Waterral
- Grauwe gans
- Canadese gans
- Nijlgans
- Slobeend
- Krakeend
- Kuifeend
- Roerdomp

Dorpen en buurtschappen: Baaiduinen · Dellewal · Formerum · Halfweg · Hee · Hoorn · Horp · Kaard · Kinnum · Landerum · Lies · Midsland · Midsland aan Zee · Midsland-Noord · Oosterend · Striep · West aan Zee · West-Terschelling

Friesland: Steden en dorpen      Nederland: Provincies · Gemeenten